# Tamarin (softver)
Tamarin je slobodan softver virtuelna mašina sa just-in-time kompilacijom (JIT) podrške za cilj da sprovede 4 izdanja za ECMAScript (ES4) standardna jezika. Tamrain izvorni kod potiče iz ActionScript Virtuel Machine 2 (AVM2) razvio Adobe Sistems, kao uveden u Adobe Flash Player 9, koja sprovodi ActionScript 3 jezik za skriptovanje. ActionScript Virtual Machine 2 doniran kao open-source na Mozilla Foundation 7. novembra 2006. da se razvija kao Tamarin visokih performansi virtuelne mašine, uz podršku široke Mozilla zajednice, da se koristi od strane Mozila i Adobe Sistems u sledećoj generaciji njohovih JavaScript i ActionScript motore sa krajnjim ciljem da objedini jezike skripti preko veb-pretraživača Adobe Flash platformi i olakša razvoj bogatih boljih izvođačkih veb aplikacija.

## Spoljašnje veze
- Званични веб-сајт
- Tamarin documentation Архивирано на веб-сајту  (14. мај 2008) at developer.mozilla.org